# パリュール

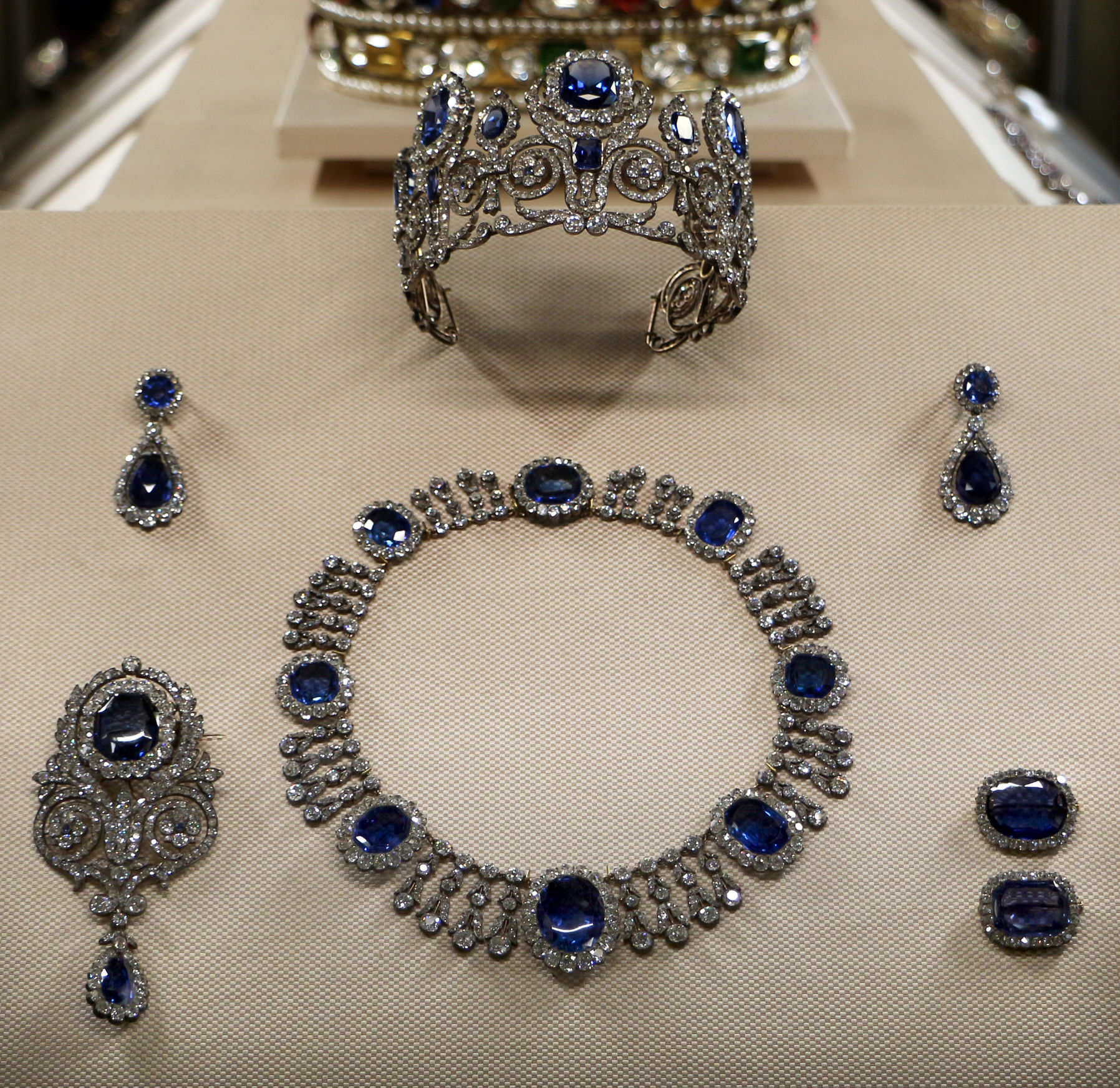
フランス王妃マリー・アメリー・ド・ブルボンのパリュール

パリュール( parure )は、さまざまのアイテムが揃ったジュエリーのセット。「パリュール」とは古フランス語で「装飾」を意味し、「飾る」意の動詞「parer」を語源としている。
パリュールは17世紀のヨーロッパでは人気が高く、王侯貴族や富裕層が予約制作するものであり、地位、権力、政治力を表す指標であり、女性がジュエリーのセットを身につけないことは社会的に受け入れられないことだと考えられていた。ナポレオン・ボナパルトは最初の妻ジョゼフィーヌ・ド・ボアルネにこういったパリュールを贈って地位を誇示するのが好きであったし、のちには2人めの妻マリア・ルイーザにも同様のパリュールを贈った。宮廷貴族や社会的地位の高い人々は、互いを驚かせ自身のステイタスを高めるために、最も想像力に富んだジュエリーを作らせコレクションを充実させようと、最高の宝石商を争って取り合った。

## 構成と特徴
パリュールに含まれるジュエリーの種類は、ネックレス、櫛、ティアラ、王冠、バンドー、ブレスレット、ピン、指輪、ダングリング（吊り下げ）式やスタッド（固定）式のイヤリング、ブローチ、ドレスの上に着けるベルトの留め金などさまざまであった。
パリュールは、部品を組み立てられるモジュール式にしたり、「au courant」つまりその時々の宮廷ファッションの遷移に合わせて組み替えて装着できるように 工夫されている。ネックレスの一部はそのまま着用することもできれば、交換可能に設計された部品を組み替えて固定し、ブレスレット、ペンダント、髪飾りやブローチなどに変えることもできるようになっている。

## ギャラリー

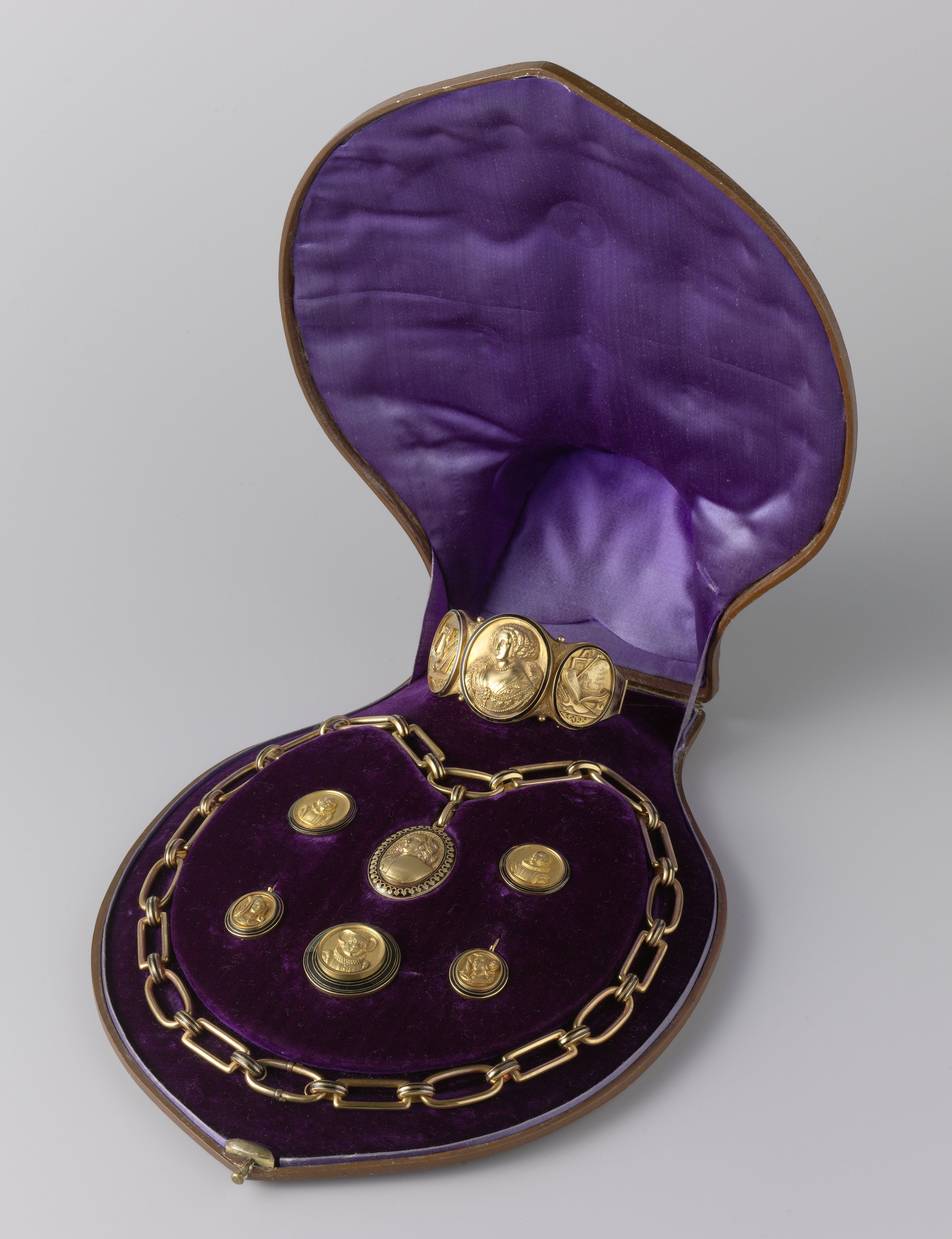
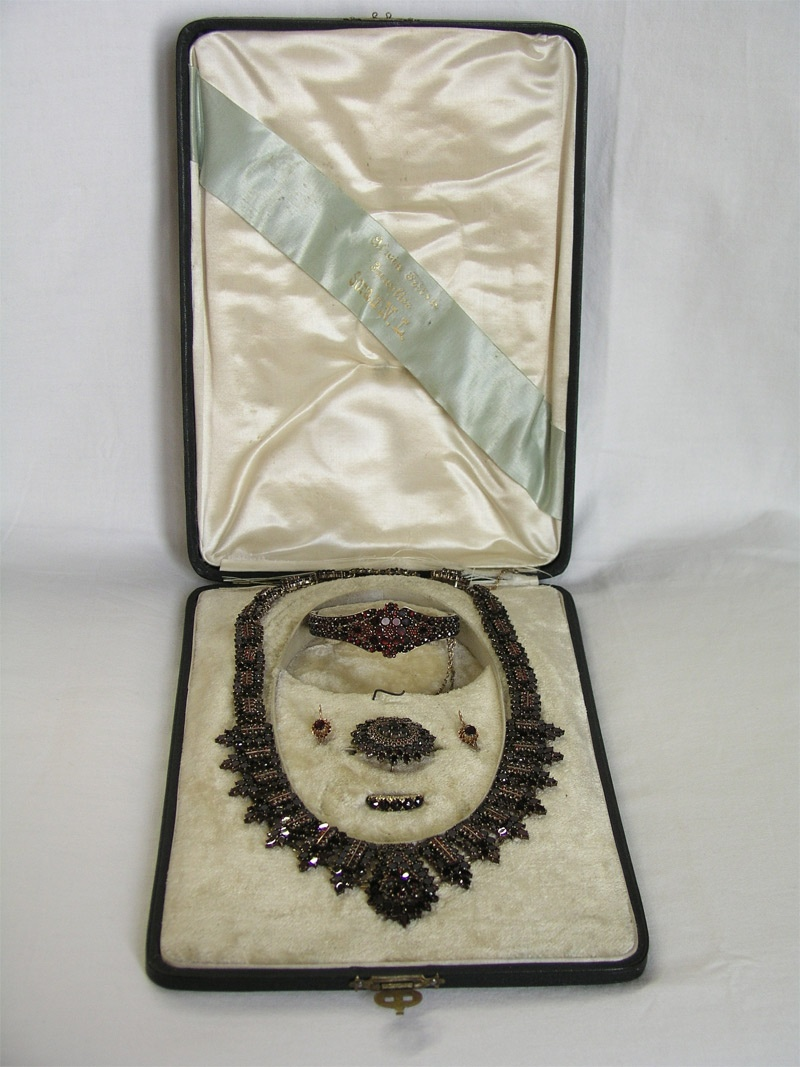
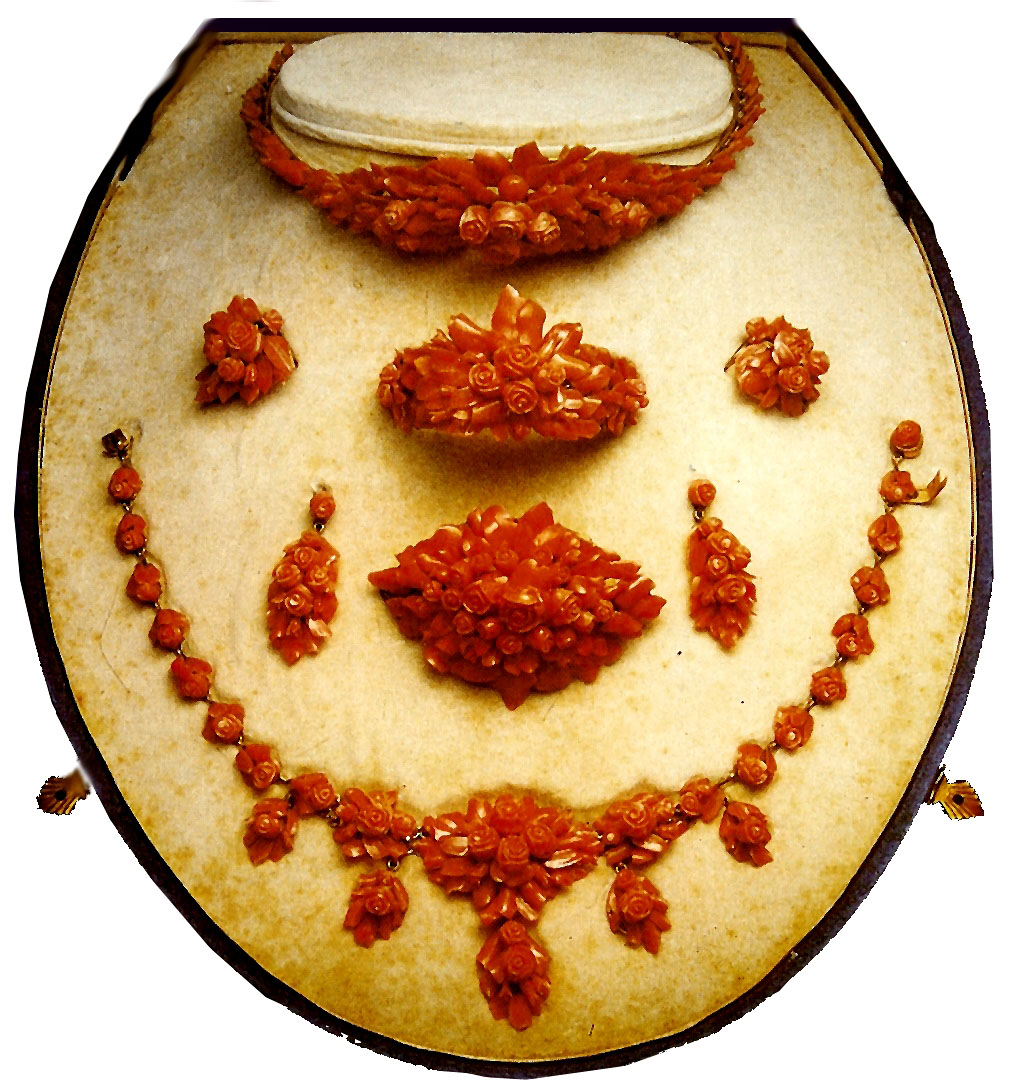

|  |